# Berbedel
Berbedel (en aragonés Bervedel) es una localidad del municipio de Lucena de Jalón, en la comarca zaragozana de Valdejalón, Aragón, España.

## Toponimia
Menéndez Pidal lo consideró como un topónimo mozárabe con pérdida de -el final y con la misma etimología que el topónimo burgalés Barbadillo. No obstante se parece al topónimo medio-ribagorzano Belveder que viene del latino BELLU VIDERE o del aragonés antiguo Bel Veder, "buena vista". En la evolución desde Belveder a Bervedel hubo una metátesis de -r- y -l-. 
En los términos municipales de Novillas y Mallén se encuentra microtoponimos con la palabra Bervedel, que según Juan Antonio Frago Gracia no se pueden considerar mozárabes y se explican por el latino BELLU VIDERE.

## Historia

### Señorío y condado de Berbedel
Berbedel fue el centro de un señorío, el condado de Berbedel, cuyo germen se originó en la donación que el II conde de Aranda, Miguel Ximénez de Urrea, hizo a su hermano Juan de Urrea, entonces abad de Montearagón, de las tierras de Lucena, Berbedel y de Tizenique en el 1541 con razón del nacimiento de su hijo ilegítimo Lope de Urrea, quien sería el primer señor de Berbedel tras la venta de las tierras entre padre e hijo el 4 de julio del 1543, aunque debido a la minoría de edad del niño esta venta se hizo a nombre del justicia de Aragón.
En el momento de la compraventa la población de Berbedel no existía ya que esta fue fundada por  Manuel González de Urrea, II señor de Berbedel, segundo hijo de Lope y tutor de Antonio Ximénez de Urrea, V conde de Aranda, así como el administrador del patrimonio condal tras la muerte de su padre Lope, patrimonio que utilizó para la construcción del pueblo y que posteriormente le acarrearía una fuerte sanción pero la construcción del pueblo continuó durante las vidas de los dos siguientes señores de Berbedel, Antonio, III señor de Berbedel y su hermano Francisco IV señor de Berbedel.
En febrero del 1646 se terminó la construcción del palacio con su capilla y cinco viviendas, añadiéndose posteriormente las construcciones anexas como lo fueron los graneros, molinos y horno que incluyeron también la construcción de otras seis viviendas, siendo la última construcción de calibre la finalización de la torre y la colocación de las campanas, siendo estas costeadas por la entonces V condesa de Berbedel.

### SigloXVIII
La creación de Berbedel como pueblo con sus organismos propios se origina en el 1713, dividiéndose los términos de Lucena y de Berbedel en el 1744.

### SigloXIX
A mediados del siglo XIX, el lugar, por entonces con ayuntamiento propio, tenía contabilizada una población de 57 habitantes. Aparece descrito en el cuarto volumen del Diccionario geográfico-estadístico-histórico de España y sus posesiones de Ultramar de Pascual Madoz de la siguiente manera:

BERBEDEL antes BERBEL: l. con ayunt. de la prov., aud. terr., c. g. y dióc. de Zaragoza (7 leg.), part. jud. y adm. de rent. de la Almunia (2). sit. en llano en medio de la huerta con buena ventilacion y clima templado y saludable, siendo las fiebres intermitentes las enfermedades que se padecen por lo comun: tiene 11 casas, una igl. parr. aneja de la del l. de Salillas y una escuela de primeras letras dotada por el conde de Berbedel con 1,200 rs. á la que asisten 3 ó 4 niños. El térm. confina con Lucena (1/2 cuarto de hora), Salillas (1), Epila (1/2) y Calatorao (1). El terreno es llano y de muy buena calidad; comprende una dehesa de romeros y ginertras de una leg. de circunferencia, y la baña el r. Jalon de cuyas aguas se surten los vec. para beber y demas usos domésticos. caminos: cruza el térm. el que conduce de Navarra á Valencia que se halla en buen estado; los demas son locales. correos: se reciben de la adm. de la Almunia los martes, jueves y domingos por la mañana despachándose los mismos dias por la tarde. prod.: trigo, cebada, vino é hilarza, y cria pesca de anguilas y barbos. comercio: la esportacion de trigo y cebada é importacion de los art. que hacen falta en el pueblo. pobl.: 12 vec., 57 alm. contr.: 3,908 rs. con 12 mrs.
(Madoz, 1846, p. 235)

En el 1845 la población se unió administrativamente a Lucena de Jalón.

## Patrimonio
- Palacio de los Condes de Berbedel, aunque originalmente los cuatro primeros señores de Berbedel residieron en dos casas que Juan Ximénez de Urrea, III conde de Aranda regaló al primer señor de Berbedel.[2]

- Iglesia de Nuestra Señora del Pilar, tiene origen en la construcción de la capilla del palacio de los entonces señores de Berbedel.

## Demografía
| 2003 | 2004 | 2005 | 2006 | 2007 | 2008 | 2009 | 2010 | 2011 |
| ---- | ---- | ---- | ---- | ---- | ---- | ---- | ---- | ---- |
| 11   | 11   | 11   | 9    | 9    | 9    | 8    | 8    | 8    |

| 2012 | 2013 | 2014 | 2015 | 2016 | 2017 | 2018 | 2019 | 2020 |
| ---- | ---- | ---- | ---- | ---- | ---- | ---- | ---- | ---- |
| 10   | 9    | 9    | 8    | 9    | 16   | 16   | 17   | 18   |

## Fiestas
- San Antón, 13 de junio.
- Virgen del Rosario, 6 de octubre.